# Lionycteris spurrelli
Lionycteris spurrelli (Thomas, 1913) è un pipistrello della famiglia dei Fillostomidi, unica specie del genere Lionycteris (Thomas, 1913), diffuso nell'America centrale e meridionale.

## Descrizione

### Dimensioni
Pipistrello di piccole dimensioni, con la lunghezza della testa e del corpo tra 46 e 57 mm, la lunghezza dell'avambraccio tra 32 e 37 mm, la lunghezza della coda tra 5 e 8 mm, la lunghezza del piede tra 8 e 11 mm, la lunghezza delle orecchie tra 10 e 14 mm e un peso fino a 10 g.

### Caratteristiche craniche e dentarie
Il cranio presenta un rostro più corto della scatola cranica, le arcate zigomatiche incomplete e il palato estremamente concavo, a cupola. Gli incisivi superiori interni sono più grandi degli esterni mentre quelli inferiori sono ben sviluppati e tricuspidati. I canini sono piccoli.I premolari inferiori sono tricuspidati, con la cuspide principale insolitamente alta e robusta.
Sono caratterizzati dalla seguente formula dentaria:

### Aspetto
Le parti dorsali possono essere marroni scure, bruno-rossastre e nerastre, con la base dei peli sempre più scura, mentre le parti ventrali sono bruno-olivastre, con la punta dei peli più chiara. Il muso è stretto, allungato e fornito di piccole vibrisse. La foglia nasale è bassa, larga e con una cresta longitudinale centrale. Sul mento è presente un solco superficiale, contornato da un cuscinetto piatto a forma di V. La lingua è estensibile e fornita all'estremità di papille filiforni. Le membrane alari sono attaccate posteriormente sulle caviglie. La coda è lunga circa la metà dell'uropatagio, il quale è ben sviluppato e ricoperto di peli nella prima metà.  Il cariotipo è 2n=28 FN=50.

## Biologia

### Comportamento
Si rifugia in grotte, tunnel rocciosi o in canali di irrigazione.

### Alimentazione
Si nutre di nettare e polline.

### Riproduzione
Si riproduce in qualsiasi periodo dell'anno.

## Distribuzione e habitat
Questa specie è diffusa a Panama e in America meridionale, dalla Colombia, attraverso il Venezuela, Guyana, Suriname, Guyana francese, Ecuador orientale, Perù, Brasile settentrionale fino alla Bolivia settentrionale.
Vive nelle foreste pluviali, nei giardini e nelle piantagioni fino a 1 400 metri di altitudine. Si trova anche in foreste secondarie e savane, particolarmente nell'America meridionale.

## Conservazione
La IUCN Red List, considerato il vasto areale e la locale abbondanza in zone dove sono presenti grotte ed ammassi rocciosi, classifica L.spurrelli come specie a rischio minimo (Least Concern)).